# Rio da Lança
Le rio da Lança est un cours d'eau brésilien de l'État de Santa Catarina. Il fait partie du bassin hydrographique du rio Paraná.
C'est un affluent de la rive gauche du rio Negro.